# Sedlec (Břeclavi járás)
Sedlec település Csehországban, Břeclavi járásban. Sedlec Mikulov, Bulhary, Lednice, Hlohovec, Valtice és Drasenhofen településekkel határos. Lakosainak száma 851 fő (2024. január 1.).

## Népesség
A település lakosságának változását az alábbi diagram mutatja:
| Lakosok száma | 893  | 1000 | 1146 | 803  | 881  | 806  | 853  | 869  | 854  | 851  |
|               | 1869 | 1890 | 1921 | 1950 | 1980 | 2001 | 2017 | 2019 | 2022 | 2024 |